# Сюй Ґань
Сюй Ґань (*徐幹, 170 —218) — китайський поет та філософ часів падіння династії Хань, один з «Семи мужів».

## Життєпис
Походив із знатної, проте збіднілої родини. Народився у повіті Бейхай префектури Цзу (частина сучасної провінції Шаньдун). Отримав класичну освіту, замолоду виявив хист до науки. Згодом деякий час займав державні посади при місцевому уряді. З початком заколоту на чолі із Дун Чжо залишив місто Лінцзі й сховався на півострові Шаньдун. Згодом опинився при дворі Цао Цао, затоваришував з майбутнім імператором Цао Пі. Помер під час епідемії невідомої хвороби у 218 році.

## Філософія
Був автором філософського трактата «Чжунлунь» 中論, де встановлювався зв'язок між іменами та дійсністю, їх взаємовплив один на одного, а також на долю хазяїна імені.

## Поезія
Був одним з «Семи мужів», відомої групи поетів періоду занепаду династії Хань. Вживав жанр юефу. Прикладом є вірші «Фан-фу», «Сюань-фу».